# Giancarlo Perini
Giancarlo Perini (Carpaneto Piacentino, 2 dicembre 1959) è un ex ciclista su strada italiano, professionista dal 1981 al 1995.

## Carriera
Nato in località Costa Nicrosi, a Carpaneto Piacentino, comincia ad andare in bicicletta all'età di 11 anni e si iscrive presto al gruppo sportivo del comune di Cadeo. Nel 1976 si trasferisce al Pedale Arquatese di Castell'Arquato, gareggiando per cinque stagioni tra i dilettanti (due anni con la terza categoria, poi tre tra seconda e prima): in quegli anni vince alcune gare come la Coppa d'Inverno e il Gran Premio di Carnago, oltre a classificarsi quinto, e miglior giovane, al Giro d'Italia dilettanti 1980.
Nell'autunno del 1980 si accorda con Davide Boifava e la sua Inoxpran per il passaggio al professionismo a partire dal 1981. Già al primo anno tra i pro partecipa come gregario alla Vuelta a España, contribuendo al successo di Giovanni Battaglin; nelle stagioni a venire è peraltro ancora importante uomo-squadra dei capitani della Inoxpran/Carrera (nuova denominazione dal 1984), lo stesso Battaglin e poi il bresciano Roberto Visentini. Tuttavia un grave incidente al Giro di Svizzera 1986 rischia di interrompere la sua carriera: in un tratto di discesa Perini viene infatti investito da un'autovettura entrata sul tracciato di gara, rimediando tre fratture al ginocchio destro, trauma cranico e numerose ferite.
Resta lontano dalle corse per sette mesi: rientra nei primi mesi del 1987 e ritorna in breve a lavorare proficuamente per i nuovi leader della Carrera, l'irlandese Stephen Roche e Claudio Chiappucci. Tocca però l'apice della carriera nella seconda parte della stagione 1992, quando, dopo l'ottavo posto finale al Tour de France (ove Chiappucci è secondo), riesce ad ottenere piazzamenti nei dieci al Trofeo Matteotti, alla Coppa Bernocchi e al Giro del Veneto; la regolarità dei risultati induce l'allora selezionatore della Nazionale italiana, Alfredo Martini, a convocarlo per i campionati mondiali di Benidorm. E durante la corsa iridata Perini è grande protagonista, prima recuperando il distacco da quattro fuggitivi, poi pilotando da solo, fino ai meno 200 metri, la vittoriosa volata di Gianni Bugno, al bis mondiale dopo il trionfo nel 1991. Da allora Perini venne soprannominato "Duca di Benidorm".
Nel 1993 lascia Boifava e la Carrera per passare alla ZG Mobili: nel giugno di quell'anno ottiene la prima e unica vittoria da professionista, una tappa al Giro di Puglia, e in agosto viene nuovamente selezionato da Martini per correre i campionati del mondo di Oslo. Nel 1995 si trasferisce alla Brescialat, poi, trentacinquenne, matura la decisione di ritirarsi: appende la bici al chiodo al termine della stagione 1995, dopo aver corso dieci Tour de France, undici Giri d'Italia, tre Vuelta a España, sei Giri di Svizzera e due mondiali. Dopo il ritiro rimane comunqe nel mondo del ciclismo professionistico fino al 2005, come direttore sportivo della Brescialat (poi divenuta Liquigas, Cage Maglierie, Tenax) affiancando Fabio Bordonali.

## Palmarès
- 1978 (dilettanti)

Coppa d'Inverno
- 1979 (dilettanti)

Trofeo Sportivi Magnaghesi
Gran Premio Industria Commercio Artigianato Carnaghese
- 1993

3ª tappa Giro di Puglia (Cerignola > Crispiano)

### Altri successi
- 1987

2ª tappa Tour de France (Berlino > Berlino, cronosquadre)

## Piazzamenti

### Grandi Giri
- Giro d'Italia

1982: ritirato
1984: 73º
1989: 56º
1990: 36º
1991: 85º
1992: 42º
1993: 76º
1994: 57º
1995: 63º
- Tour de France

1984: 81º
1985: 105º
1987: 102º
1989: 102º
1990: 99º
1991: 120º
1992: 8º
1993: 29º
1994: 54º
1995: 87º
- Vuelta a España

1981: 45º

### Classiche monumento
- Milano-Sanremo

1992: 187º
1993: 102º
- Giro delle Fiandre

1987: 69º
1990: 74º
1992: 40º
- Parigi-Roubaix

1990: 43º
1995: 83º

### Competizioni mondiali
- Campionati del mondo

Benidorm 1992 - In linea: 16º
Oslo 1993 - In linea: 29º